# Viviparus limi
Viviparus limi е вид охлюв от семейство Viviparidae.

## Разпространение и местообитание
Видът е разпространен в САЩ (Джорджия и Флорида).
Обитава сладководни басейни и реки.

## Описание
Популацията на вида е стабилна.